# Cementiri d'Alpens
El Cementiri d'Alpens és una obra d'Alpens (Lluçanès) inclosa a l'Inventari del Patrimoni Arquitectònic de Catalunya.

## Descripció
Recinte rectangular amb els nínxols col·locats en forma d'U al fons del cementiri, al centre de la qual hi ha la capella del fossar. La part davantera que tanca el recinte és feta amb un mur de pedra i morter, parcialment arrebossat, de baixa alçada en els laterals i la part més alta que s'acosta a la porta. La porta és de ferro i està emmarcada per un arc de pedra amb dos pilars adossats i una petita teulada a quatre vessants culminada per una creu de ferro petita.

## Història
La porta de ferro data de 1909.